# ビザンティン美術
ビザンティン美術（ビザンティンびじゅつ）は、5世紀から15世紀の東ローマ帝国で発達した美術の体系。古代のギリシア美術、ヘレニズム美術、ローマ美術を継承しつつ、東方的、キリスト教的要素を含んだ独特な体系を産んだ。日本ではビザンツ美術と呼ぶことも多い。

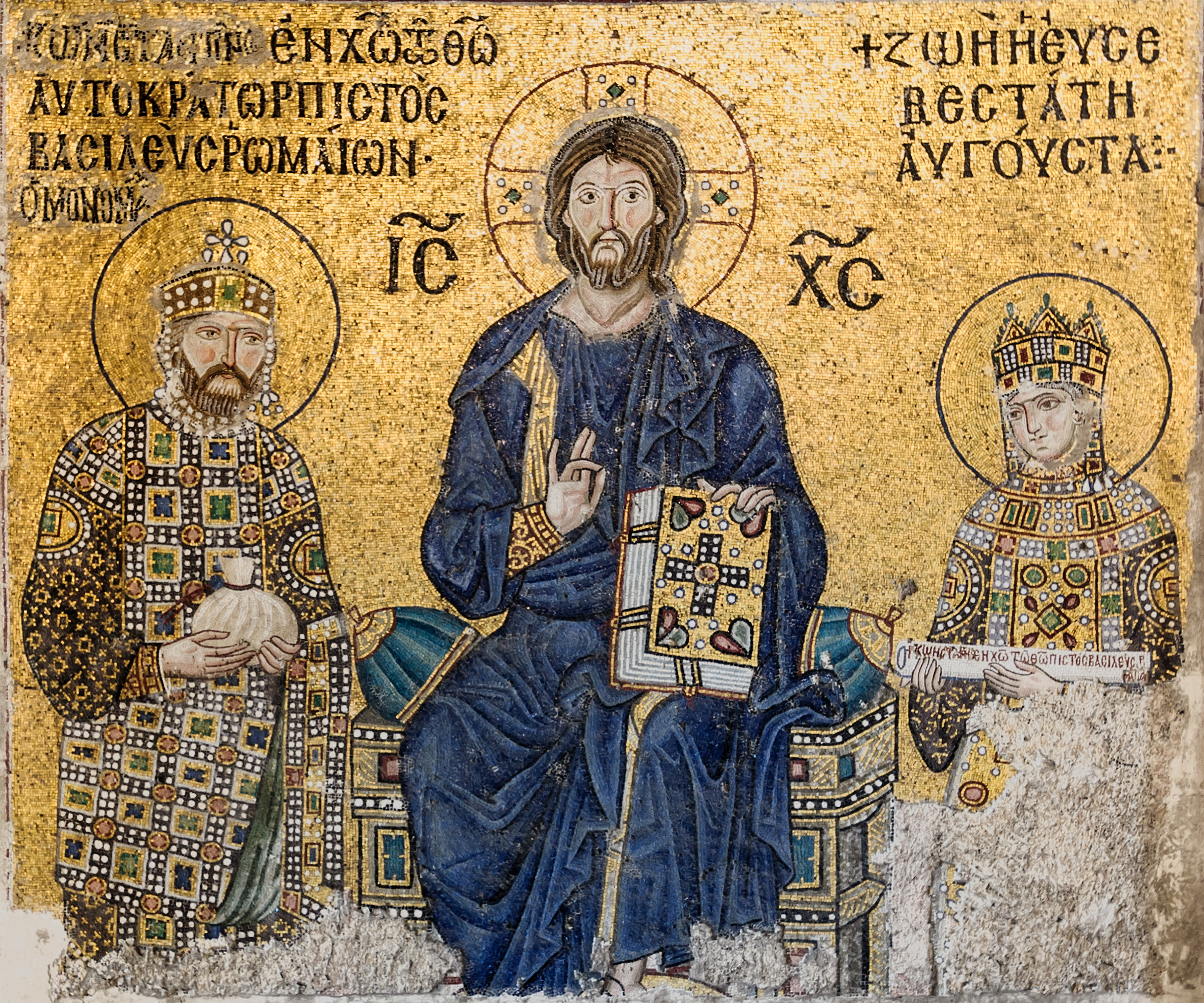
ビザンティン美術の例：アヤソフィアにある、キリストと11世紀の皇帝コンスタンティノス9世夫妻のモザイク画

## 概要
ビザンティン美術と呼ばれる美術の範囲には、東ローマ帝国の内部で制作された美術作品のみならず、その勢力圏にあって強い影響を受けたルーシ（ロシア）、ブルガリア、ヴェネツィア、南イタリア（マグナ・グラエキア）、シチリアなどの美術も含んでいうことがある。
顕著な特徴は、同時代の西ローマ、西ヨーロッパの美術に比べて、東方的な要素を多く含んでいる点である。
ビザンティン美術は非常に優れたモザイク画を生んだ。宗教画は、様式化され写実的な描写に乏しいとされるものが多い（神の世界の不変性を描くため、また偶像崇拝という批判を避けるため、あえて写実的なスタイルをとらなかった）が、末期の「パレオロゴス朝ルネサンス」の時期には古代ギリシア文化の復興を受けて写実的なフレスコ画なども多く描かれた。これらの独特の宗教美術や、ドームを特徴とする建築様式は、いまでも正教圏各国に受け継がれている。帝国の滅亡後もその影響はギリシャなどの正教会の諸国に伝わり、東ローマ帝国を滅ぼしたオスマン帝国のイスラム美術にも影響を及ぼした。また末期の写実的な画法は、イタリア・ルネサンスの絵画にも大きな影響を与えた。
また、かつては宮殿に皇帝の戦勝などを描いたモザイク画が描かれていたが、宮殿は帝国滅亡後に破壊されてしまったために、現在ではコンスタンティノポリスの大宮殿の床を飾っていたモザイク画の一部が残っているに過ぎない（イスタンブールのモザイク博物館で見ることが出来る）。これらは宗教画と違って、古代ギリシア以来の写実的な技法で描かれている。世俗の絵画はほとんどが失われてしまったために、宗教画の特徴のみがビザンティン美術の特徴として伝わってしまっているが、近年これは誤った認識ではないかと言われてきている。

## 建築
- 聖ソフィア大聖堂 - コンスタンティノポリス（イスタンブール）
- サン・マルコ大聖堂 - ヴェネツィア
- サン・ヴィターレ聖堂 - ラヴェンナ
- コーラ修道院付属ソーテール（救世主）聖堂 - コンスタンティノプール（イスタンブール）

## 絵画
- イコン
- モザイク壁画
- ミニアチュール(装飾写本)

## 彫刻

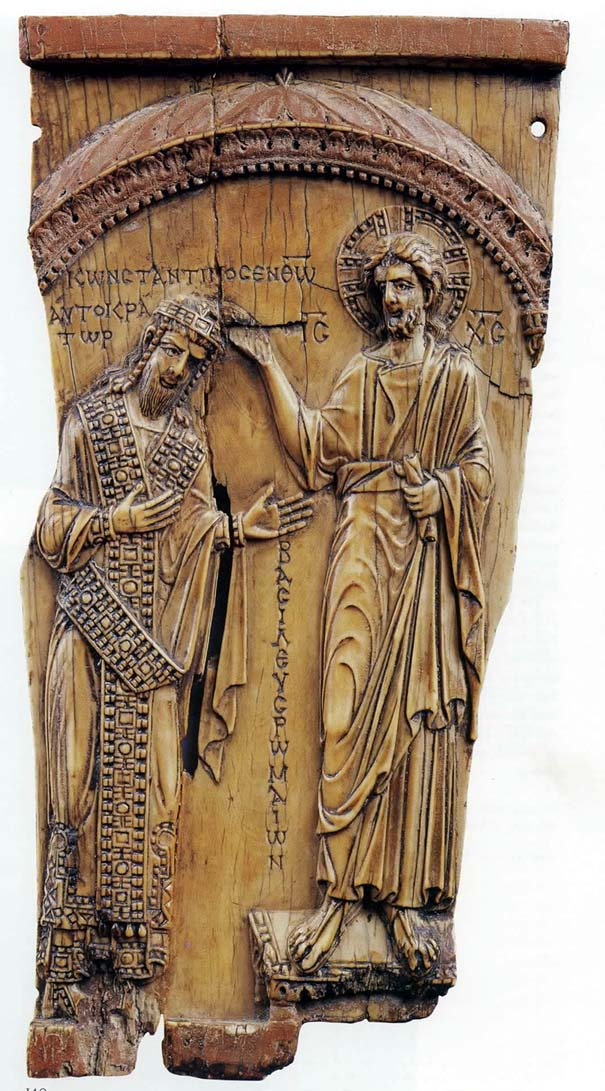
イエス・キリストに加冠される皇帝コンスタンティノス7世、10世紀の象牙浮き彫り

東ローマ帝国においては、丸彫りの彫刻というものはほとんど作られなかった。この傾向は既に古代ローマ帝国の末期から始まっており、古代ギリシャ・ローマ時代には良く見られた人物像の彫刻は製作されなくなり、段々浮き彫りのみとなっていった。これに伴い、その製作技術も低下し、失われていった。
これは、偶像崇拝を禁じるキリスト教が国教化し、その影響が強まったためだと言われている。6世紀の皇帝ユスティニアヌス1世は、自らの銅像を首都コンスタンティノポリスの宮殿前広場に建てさせたが、その彫像も古代の他人の像を改作したものであったらしい。
結局、8-9世紀の聖像破壊運動が終結した後も、キリストなどの像は作られず平面なイコンや壁画のみが製作された。

## 宝物

### エマイユ・クロワゾネ

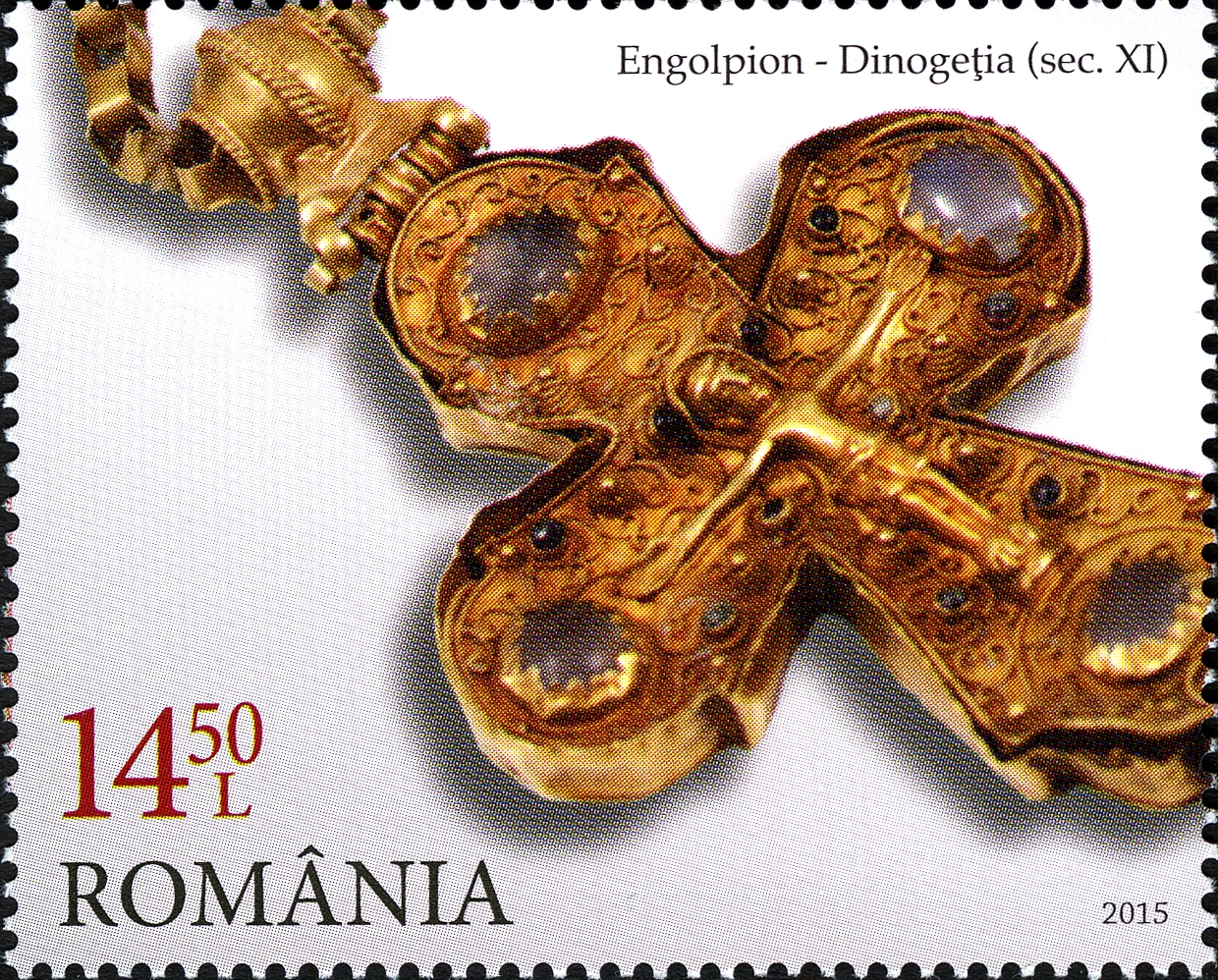
ルーマニアの切手(ルーマニア国立歴史博物館所蔵のビザンティン時代のエンコルピア

聖像破壊運動の時期に、身に付ける護符は聖人の像などではなく、十字架が奨励され、小さな十字架を鎖につないでネックレスのように吊るすことが流行した。これをエンコルピア（エンコルピオン）と呼ぶ。最高級品はエマイユで作成され、8世紀には「エマイユ・クロワゾネ」と呼ばれる技法が用いられた。これは黄金の土台の上に金線を融着させ、その上に粉ガラスを置いて熱し、研磨するもので、ビザンティン美術の傑作として名高い。

エマイユ・クロワゾネはエンコルピア以外でも、王冠や聖遺物容器の装飾にも用いられた。900年前後には技法がかなり洗練されるようになり、さらに後には大型の作品が見られるようになる。こうしたエマイユ・クロワゾネの最高傑作とされているのが、『リンブルクの聖遺物容器』（968年）である。これは皇帝ロマノス1世レカペノスの庶子でロマノス2世時代からバシレイオス2世の治世の始め頃まで事実上の宰相の立場にいた宦官・バシレイオス・ノソスが造らせたもので、コンスタンティノポリスの陥落の後、ドイツにもたらされた。
それ以外にも、ヴェネツィアのサン・マルコ寺院の祭壇の後ろに飾られた金色の背障パラ・ドーロ（Pala d’Oro）が、ビザンティン美術の最も純化熟達した作品の一つとして世界的に認められている。

## 関連文献
- 『初期キリスト教美術・ビザンティン美術』＜岩波世界の美術＞
　ジョン・ラウデン、益田朋幸訳、岩波書店、2000年
- 益田朋幸　『ビザンティン』　＜世界歴史の旅＞山川出版社、2004年
- 『ビザンティン美術への旅』　写真・赤松章、文・益田朋幸、平凡社、1995年
- 『ビザンティン美術』　＜世界美術大全集　西洋編第6巻＞小学館、1997年　大著
- 辻佐保子　『ビザンティン美術の表象世界』　岩波書店、1993年　大著